# B.A. Robertson
Brian Alexander "B.A." Robertson (Glasgow, 12 september 1956) is een Schotse zanger, muzikant, componist, songwriter en acteur.

## Opleiding
Robertson werd opgeleid op de Allan Glen's School en de Royal Scottish Academy of Music & Drama.

## Carrière
Robertson bracht zijn debuutalbum Wringing Applause (1973), opgenomen met Terry Manning, uit bij Ardent Records, het thuishonk van de band Big Star, maar het was zes jaar later, voordat hij succes had in het Verenigd Koninkrijk. Hij had hits tussen 1979 en 1981 in de Britse singlehitlijst, met als eerste Bang Bang (#2, augustus 1979). De daaropvolgende singles waren Knocked It Off (#8), Kool in the Kaftan (#17) en To Be or Not to Be (#9). Al deze singles kwamen van zijn derde album Initial Success (#32), dat zich plaatste in de Britse albumhitlijst. In 1981 had hij zijn laatste top 40-hit onder zijn eigen naam (tot dan toe) en bracht hij een duet ten gehore met Maggie Bell met een coverversie van Hold Me (#11).
Hij schreef de hitsongs Carrie en Wired for Sound voor Cliff Richard en de meeste songs voor Richards album Rock 'n' Roll Juvenile (1979). Robertson schreef en zong de themamuziek voor de tv-series Maggie en Multi-Coloured Swap Shop ("Hello, Hello") en schreef en zong de achtergrondzang voor de top 20-hit I Wanna Be a Winner voor de Swap Shop spinn-off-band Brown Sauce.
Robertson was gastpresentator van de muziekshow Top of the Pops in augustus 1980, naast BBC Radio 1-deejay Peter Powell. In oktober 1980 verscheen Robertson als gast bij de BBC Television-praatshow Friday Night, Saturday Morning. In de zesde en laatste series van dezelfde show, verscheen hij bij een programma (januari 1982) als de gastheer van de show. In februari 1981 trad hij live in concert op bij het gezamenlijk BBC-televisie- en radioprogramma Rock Goes to College. Daarna trad hij op bij de Preston Polytechnic te Lancashire. Hij trad ook op als een van de entertainers in de film The Monster Club met Vincent Price, John Carradine en Donald Pleasence.
In 1987 produceerde Robertson twee nummers op het album Looking for Adventure van Eddie & the Tide.
Robertson had regelmatig songs geschreven met Mike Rutherford voor Rutherfords band Mike & the Mechanics, zoals de hits Silent Running en The Living Years. Laatstgenoemde werd geschreven na het overlijden van Robertsons vader, twee weken voor de geboorte van zijn zoon. Hij werd in 1990 genomineerd voor een Grammy Award voor song van het jaar.
Robertson schreef ook We Have a Dream voor de Wereldbeker van het Schots nationaal voetbalteam in 1982 en speelde de hoofdrol in de film Living Apart Together, onder regie van Charlie Gormley. In 1983 won Robertson, samen met de songwriters Terry Britten en Sue Shifrin, een Razzie Award voor de slechtste originele song voor Pumpin' and Blowin' als getoond in de film The Pirate Movie (1982).
Robertson presenteerde de tweedelige documentaire Jock 'n' Roll Parts I & II, die de geschiedenis van de popmuziek in Schotland representeerde en ook het kortdurend tv-programma B.A. in Music, dat bijdragen bevatte van gastmuzikanten. De show werd in 2000 opgenomen in de lijst 100 Greatest TV Moments from Hell van Channel 4, nadat Roberts een aanvaring had met Bow Wow Wow-zangeres Annabelle Lwin.
In 1991 was Robertson producent en uitvoerend musical-producent voor Simply Mad About the Mouse: A Musical Celebration of Imagination (ISBN 1-55890-217-1), een direct-to-video-publicatie uit 1991, met eigentijdse topzangers die klassieke Disneysongs vertolkten.
Robertsons artiestennaam werd vaak vermeld in het satirische sketch comedy-programma The Fast Show van BBC Two, tijdens de zich herhalende sketch Chanel 9, een parodie van mediterraanse tv-zenders. De grap was gebaseerd op bij wijlen begrijpelijke namen, die verschenen in vreemde programmaspeeches. 
Robertson trad op bij het Schotse deel van Children in Need van BBC op 14 november 2008, met een herbewerkte versie van We Have a Dream naast Edwyn Collins, The Gospel Truth Choir, The Tartan Army en een beroemde Schotse gastheer. In januari 2010 trad hij voor de eerste keer sinds 1981 op met een liveband in Glasgow als deel van het Celtic Connections Festival. A Scottish Songbook bevatte een aantal verschillende artiesten die songs vertolkten, geschreven door Schotten en Robertson vertolkte Twisted, geschreven door Annie Ross en Wardell Gray en zijn eigen The Living Years, gesteund door de huisband Session A9 en The Gospel Truth Choir. Het evenement werd gefilmd voor een aankomende uitzending door BBC Scotland.

## Discografie

### Singles
- 1973: Moira's Hand (uitgebracht als Brian Alexander Robertson)
- 1976: All the Thin Men (uitgebracht als Alexander Robertson)
- 1979: Goosebumps
- 1979: Bang Bang
- 1979: Knocked It Off
- 1980: Kool in the Kaftan
- 1980: To Be or Not to Be
- 1980: Flight 19
- 1981: Sucker for Your Love
- 1981: Hold Me (met Maggie Bell)
- 1981: Saint-Saëns
- 1982: We Have a Dream
- 1982: Ready or Not
- 1983: Dot Dot Dot
- 1983: Now and Then
- 1983: Time (met Frida, ABBA's instrumentale track Arrival, met toegevoegde teksten
- 1986: Cead Mìle Failte (A Hundred Thousand Welcomes) (BBC Commonwealth Games Theme)

### Albums
- 1973: Wringing Applause (Ardent) (uitgebracht als Brian Alexander Robertson)
- 1976: Shadow of a Thin Man (Arista) (uitgebracht als Alexander Robertson)
- 1980: Initial Success (Asylum)
- 1981: Bully for You (Asylum)
- 1982: R&BA (Asylum)

## Filmografie
- 1980: The Monster Club
- 1982: Living Apart Together

- Gemeinsame Normdatei: 134499271
- International Standard Name Identifier: 0000 0000 7775 7803
- Library of Congress Control Number: no2013105923
- MusicBrainz: 6fef6672-bcdc-409e-b65b-b27d4eff8e97
- Virtual International Authority File: 4828149108582368780005
- WorldCat: E39PBJxhtDXc9BKHqyC6W6PRKd